# Hemipeplus madagascariensis
Hemipeplus madagascariensis es una especie de coleóptero de la familia Mycteridae.

## Distribución geográfica
Habita en Madagascar.